# Slatiniště

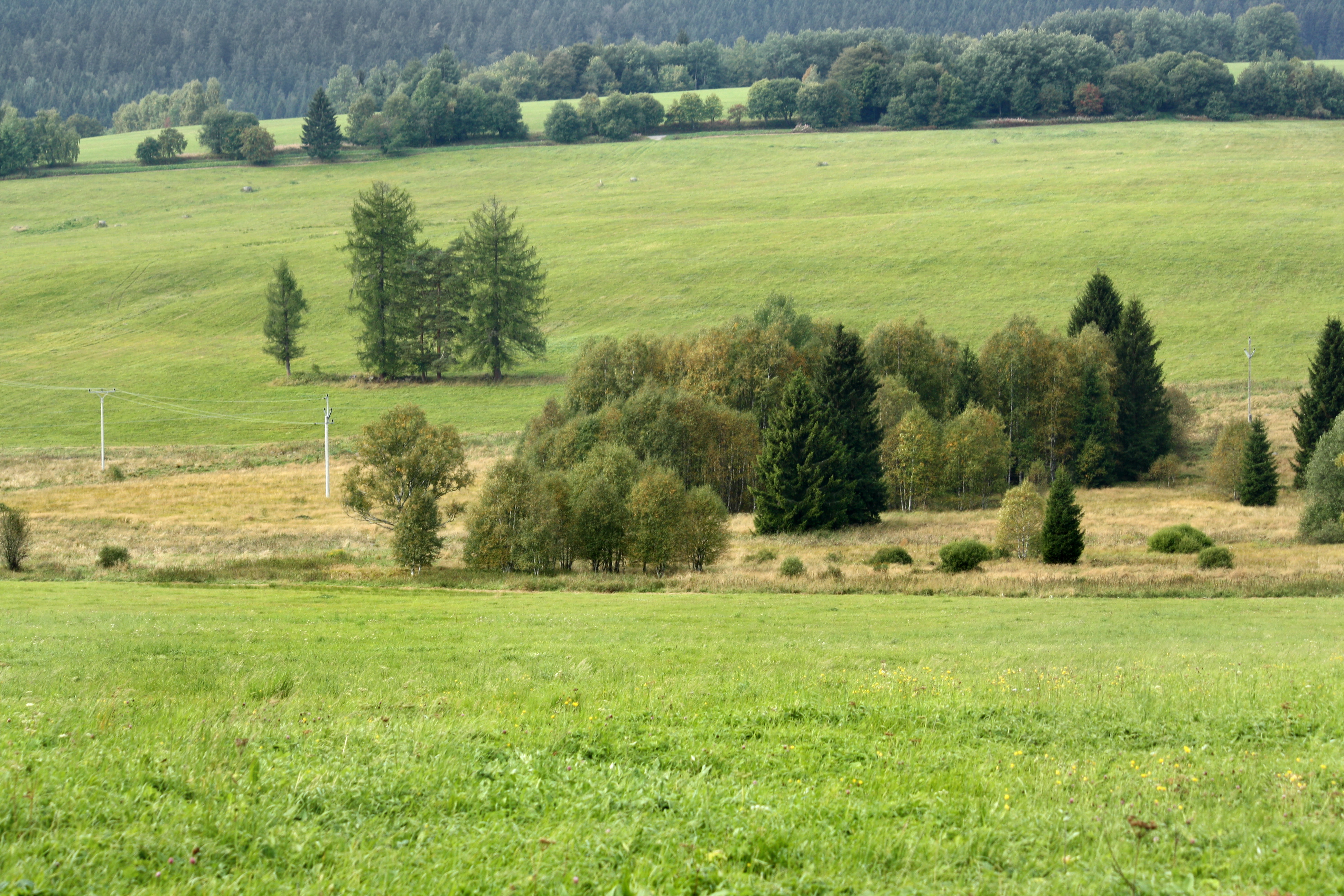
Pasecká slať

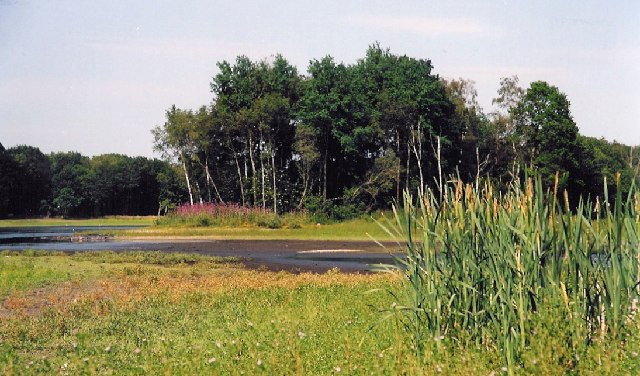
Brown Moss Nature Reserve - geograph.org.uk - 82584

Slatiniště (také slať nebo slatina) je trvale zamokřeným biotopem s výrazně vyvinutým mechovým patrem, kde díky anaerobním podmínkám dochází k ukládání rašeliny. Jedná se o typ rašeliniště, který na rozdíl od kyselého rašeliniště (vrchoviště) je zásoben podpovrchovou vodou přinášející minerály a živiny. Nejedná se o výrazně kyselý biotop, pH se pohybuje v rozmezí 5–8,5.

## Vegetace slatinišť
Vegetace slatinišť je přizpůsobena na trvale vysokou hladinu vody. V mechovém patře (E0) dominují převážně tzv. hnědé mechy. Jedná se o mokřadní mechy, které nepatří mezi rašeliníky. Typické slatiništní mechy jsou Aulacomnium palustre, Calliergon cordifolium, Climacium dendroides, Straminergon stramineum, Tomentypnum nitens. Mezi vzácné a ohrožené druhy patří například Hamatocaulis vernicosus, Meesia triquetra, Paludella squarrosa a Scorpidium scorpioides. Na slatiništích se vyskytují i některé kalcitolerantní rašeliníky jako například Sphagnum warnstorfii a Sphagnum teres.
V bylinném patře (E1) dominují obvykle trávy, ostřice (ostřice Davallova (Carex davalliana), ostřice obecná (Carex nigra)) a jim příbuzné rostliny jako například suchopýr úzkolistý (Eriophorum angustifolium). Z dvouděložných rostlin nalezneme často druhy vachta trojlistá (Menyanthes trifoliata), violka bahenní (Viola palustris) nebo mochna bahenní (Potentilla palustris). Na slatiništích také rostou často orchideje, jako například známý prstnatec májový (Dactylorhiza majalis)
Keřové patro (E2) nebývá obvykle příliš rozvinuto. Je-li ale lokalita neobhospodařovaná nebo degradovaná, rozmáhají se zde často vrby a různé náletové dřeviny.
Stromové patro (E3) není na slatiništi rozvinuto, neboť se jedná o nelesní biotop. Při snížené hladině vody a dlouhodobé absenci managementu se ale mohou rozrůstat náletové dřeviny, především vrby (Salix) a olše (Alnus glutinosa).

## Typy slatinišť
Nejbazičtější a zároveň nejvíce minerálně bohatá jsou vápnitá slatiniště se srážením pěnovce (calcareous fens, svaz Caricion davallianae). O něco méně bazická jsou extrémně bohatá slatiniště (extremely rich fens, svaz Caricion davallianae), kde se sice již pěnovec nesráží, ale koncentrace minerálů jsou stále velmi vysoké. V mechovém patře dominují například Scorpidium cossonii nebo Campylium stellatum. Slatiniště a slatinné louky s kalcitolerantními rašeliníky (rich fens, svaz Sphagno warnstorfii-Tomenthypnion) mají průměrné pH kolem 6,2, které umožňuje růst rašeliníků, ale díky sycení spodní vodou a výskytu trav se tyto biotopy neřadí k vrchovištím. Mírně bohatá slatiniště a slatinné louky (moderately rich fens, svaz Caricion canescentis-nigrae) se vyznačují nižší až střední koncentrací minerálů, absencí kalcikolních druhů cévnatých rostlin a výskytem rašeliníků převážně ze sekce Subsecunda a Cuspidata. Přechodová rašeliniště (poor fens, svaz Sphagno recurvi-Caricion canescentis) jsou již značně kyselá, jejich pH se pohybuje kolem 5 a z mechů dominují rašeliníky.
Dle katalogu biotopů České republiky dělíme slatiniště vyskytující se v České republice na:
- R2.1 Vápnitá slatiniště
- R2.2 Nevápnitá mechová slatiniště
- R2.3 Přechodová rašeliniště
- R2.4 Zrašelinělé půdy s hrotnosemenkou bílou (Rhynchospora alba)
- M1.8 Vápnitá slatiniště s mařicí pilovitou (Cladium mariscus)

## Ohroženost a management
Jedná se o výrazně ohrožený a ustupující biotop. Mnoho slatinišť patří mezi maloplošná chráněná území. Hlavními činiteli, jež způsobují jeho degradaci jsou vysoušení (meliorace), okyselování (acidifikace), eutrofizace a zarůstání. Jelikož se slatiniště v naší krajině vyvíjela v součinnosti s člověkem, je důležité, aby se na lokalitách extenzivně hospodařilo (kosení, pastva) nebo alespoň prováděl ochranářský management. Při jeho absenci často dochází k zarůstání lokality rákosem, tužebníkem nebo náletovými dřevinami.